# 盃山駅
盃山駅（ペサンえき）は、大韓民国釜山広域市蓮堤区にある釜山交通公社3号線の駅である。駅番号は303。

## 駅構造
相対式ホーム2面2線の地下駅。フルスクリーンタイプのホームドアが設置されている。出入口は6箇所に設けられている。
峠の直下にあるため、ホームは地下8階と深いところに設けられており、地下1階の改札との移動は直通エレベーターを利用するか、エスカレーターを2度乗り継ぐこととなる。

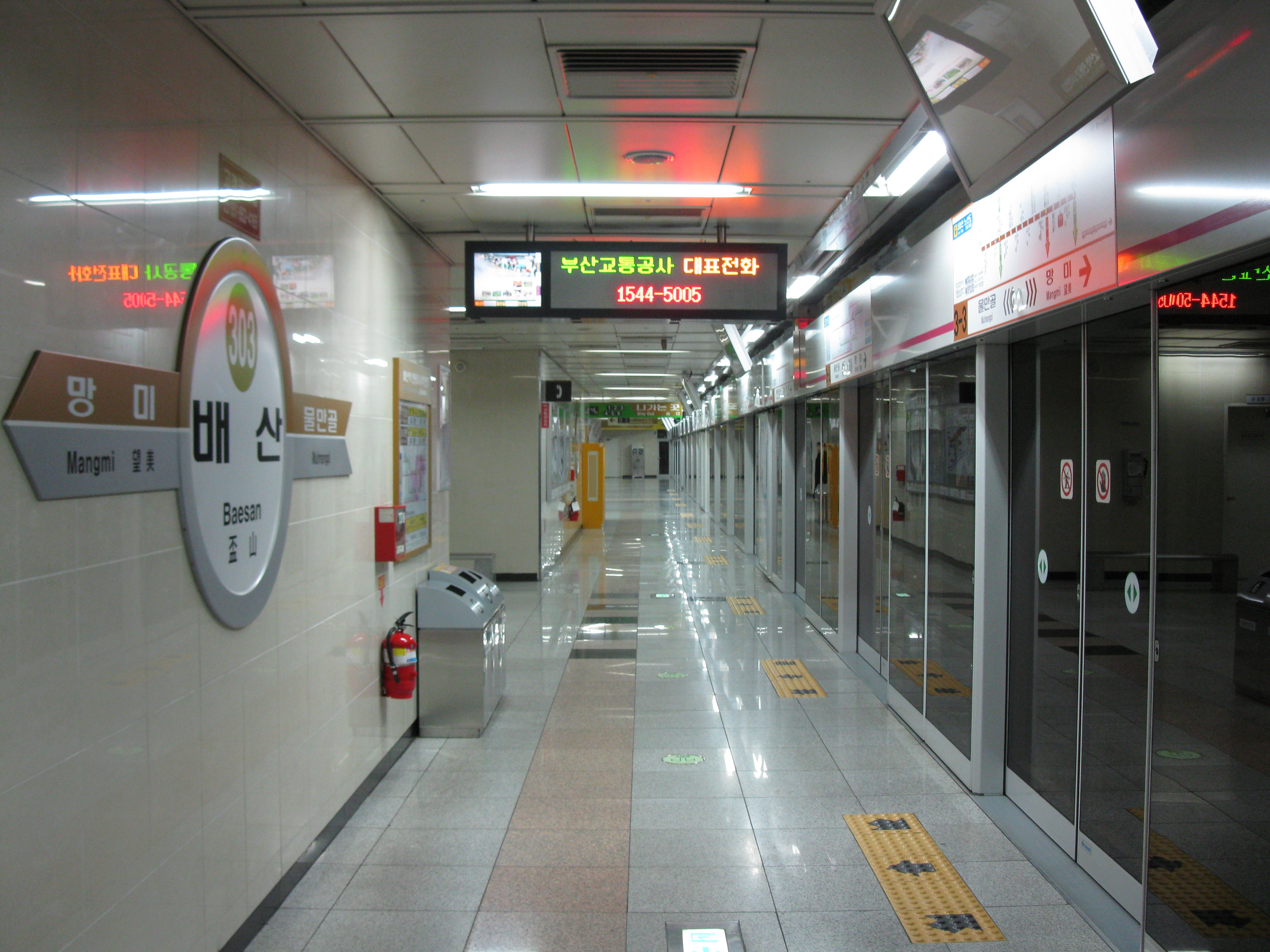
上りホーム（2009年2月）
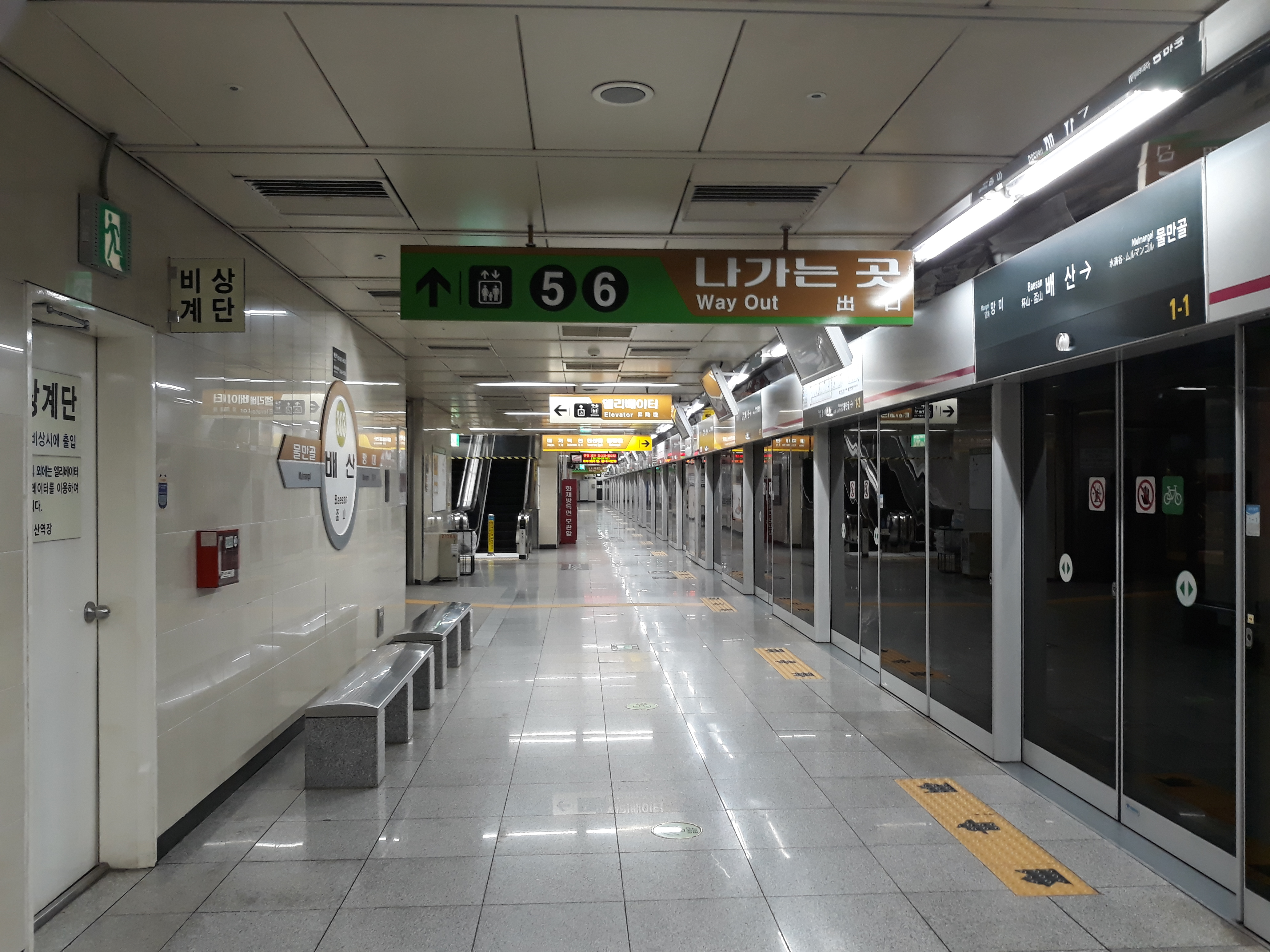
下りホーム（2018年3月）
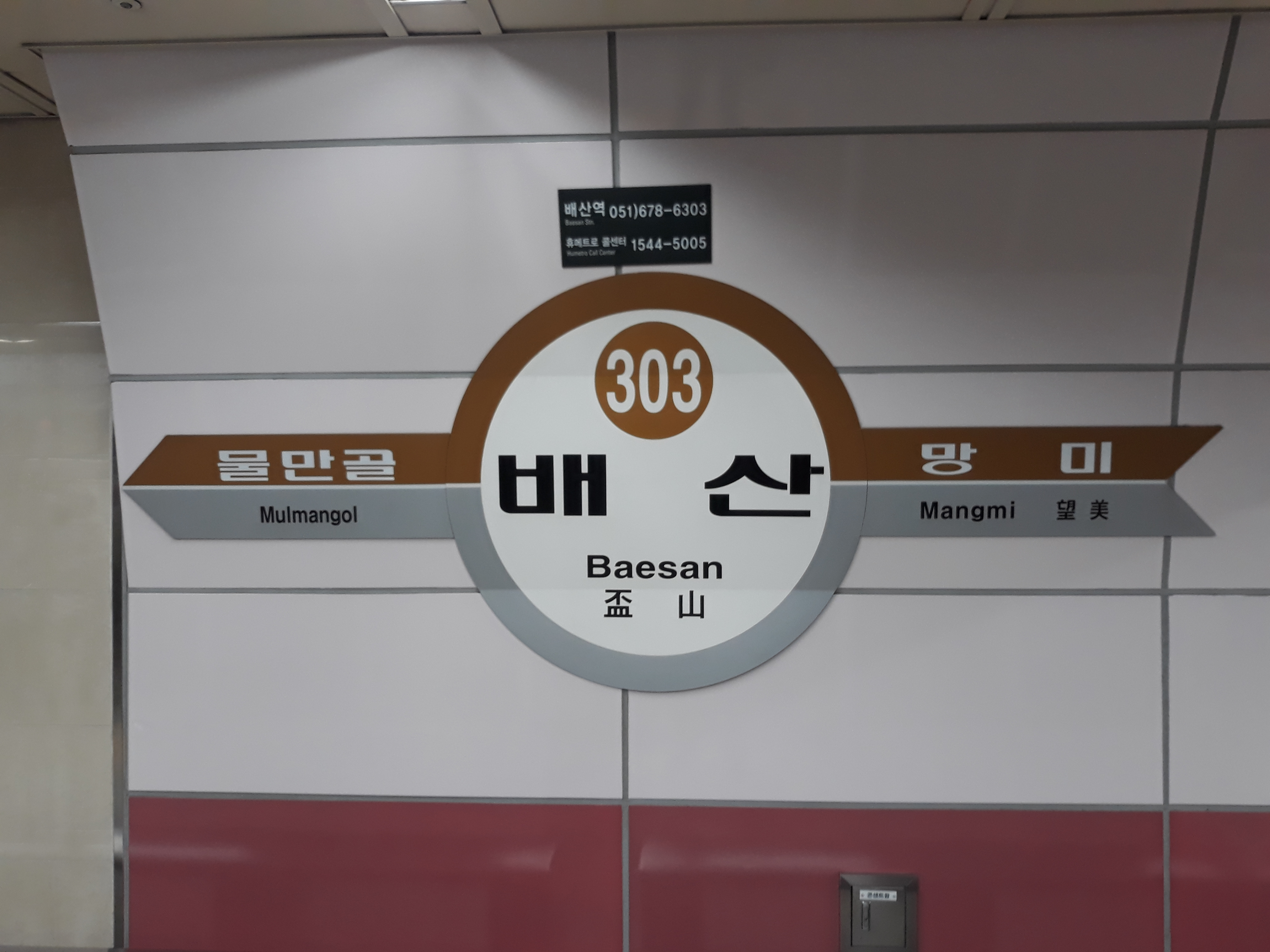
駅名標

### のりば
| 上り | 3号線 | 水営方面 |
| 下り | 3号線 | 大渚方面 |

## 歴史
- 2005年11月28日 - 開業。

## 駅周辺
- 釜山蓮堤警察署蓮山派出所
- 蓮山3洞住民センター
- 蓮山洞郵便局
- 蓮美初等学校
- 望美中学校
- 釜山銀行蓮美支店
- 蓮山病院

## 隣の駅
釜山交通公社
 3号線
望美駅 (302) - 盃山駅 (303) - ムルマンゴル駅 (304)